# The League
The League är en amerikansk-brittisk-tysk-tjeckisk film från 2003, som utspelar sig i en alternativ historia.

## Handling
Sean Connery spelar äventyraren Allan Quatermain som leder sex enastående hjältar som världen tidigare aldrig skådat, var och en med legendariska krafter - uppfinnaren och vetenskapsmannen Kapten Nemo, vampyren Mina Harker, den osynlige mannen Rodney Skinner, spionen Tom Sawyer, odödlige Dorian Gray och Dr. Jekyll/Mr. Hyde. Utstötta från samhället och med dunkla förflutna utgör de en brokig skara individualister som för civilisationens överlevnads skull måste lära sig att samarbeta. med minimal förberedelse och ingen tid att förlora måste ligan stoppa en galnings ondsinta planer på att starta ett världskrig.

## Om filmen
Den amerikanska webbsidan Rotten Tomatoes har samlat in 176 recensioner av filmen varav 30 positiva (17 %, medelbetyg 4/10). Metacritic har samlat in 36 recensioner och beräknar att medelbetyget är 30 av 100 poäng. Svenska kritiker.se beräknar ett medelbetyg på 2,4 av 5, baserat på 7 recensioner.
The League spelade in 179 265 204 dollar (66 465 204 dollar i USA, 112 800 000 dollar utanför USA) mot en budget på 78 miljoner dollar.
Filmen bygger på den tecknade serien The League of Extraordinary Gentlemen av Alan Moore. Moore var så missnöjd med filmen att han numera vägrar låta de verk han har fullständig copyright på filmatiseras.
Sean Connery tog rollen som Allan Quatermain trots att han inte förstod manuset. Han resonerade som så, att han avböjt rollen som Gandalf i de framgångsrika Sagan om ringen-filmerna av Peter Jackson samt rollen som John Hammond i Jurassic Park av Steven Spielberg för att han inte förstod manuset på dessa, så han tänkte att denna film kanske skulle bli en succé trots detta.
De flesta av figurerna är kända från olika 1800-talsberättelser: Allan Quatermain kommer från romanen Kung Salomos skatt (1885, Henry Rider Haggard), Mina Harker från Bram Stokers Dracula (1897), Dorian Gray från Oscar Wildes Dorian Grays porträtt (1890), Tom Sawyer från Mark Twains berättelser, Dr. Jekyll och Mr. Hyde (1886) från Robert Louis Stevensons bok, kapten Nemo från två av Jules Vernes böcker (En världsomsegling under havet (1870) och Den hemlighetsfulla ön (1874)) och Ishmael från Herman Melvilles Moby Dick (1851). Alla de figurerna är public domain. Den osynlige mannen (1897) av H.G. Wells var däremot inte i public domain när filmen spelades in, och därför är den figur, Rodney Skinner, som finns med i filmen "en tjuv som stal receptet".

## Rollista
- Sean Connery - Allan Quatermain
- Naseeruddin Shah - Kapten Nemo
- Peta Wilson - Mina Harker
- Tony Curran - Rodney Skinner (Den osynlige mannen)
- Stuart Townsend - Dorian Gray
- Shane West - Tom Sawyer
- Jason Flemyng - Dr. Henry Jekyll/Edward Hyde
- Richard Roxburgh - M
- Max Ryan - Dante
- Tom Goodman-Hill - Sanderson Reed
- David Hemmings - Nigel
- Terry O'Neill - Ishmael
- Rudolf Pellar - Draper
- Robert Willox - Konstapel Dunning
- Robert Orr - Springande officer